# May-Ayim-Ufer
Das May-Ayim-Ufer (ehemals: Groebenufer, bzw. Gröbenufer) ist eine Straße im Berliner Ortsteil Kreuzberg des Bezirks Friedrichshain-Kreuzberg. Die Straße verläuft von der Pfuelstraße im Nordwesten bis zur Oberbaumstraße (Oberbaumbrücke) im Südosten und bildet das Ufer zur Spree.

## Geschichte

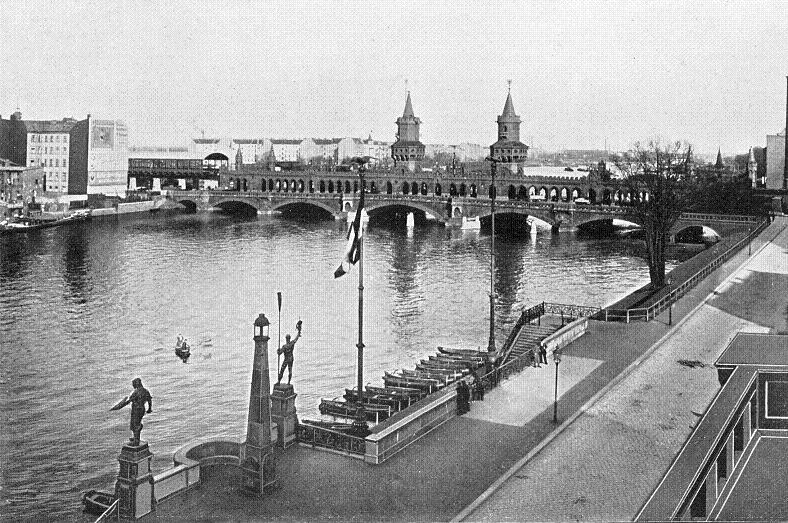
Gröbenufer mit der Anlegestelle um 1903, hinten die Oberbaumbrücke und links der U-Bahnhof Stralauer Tor

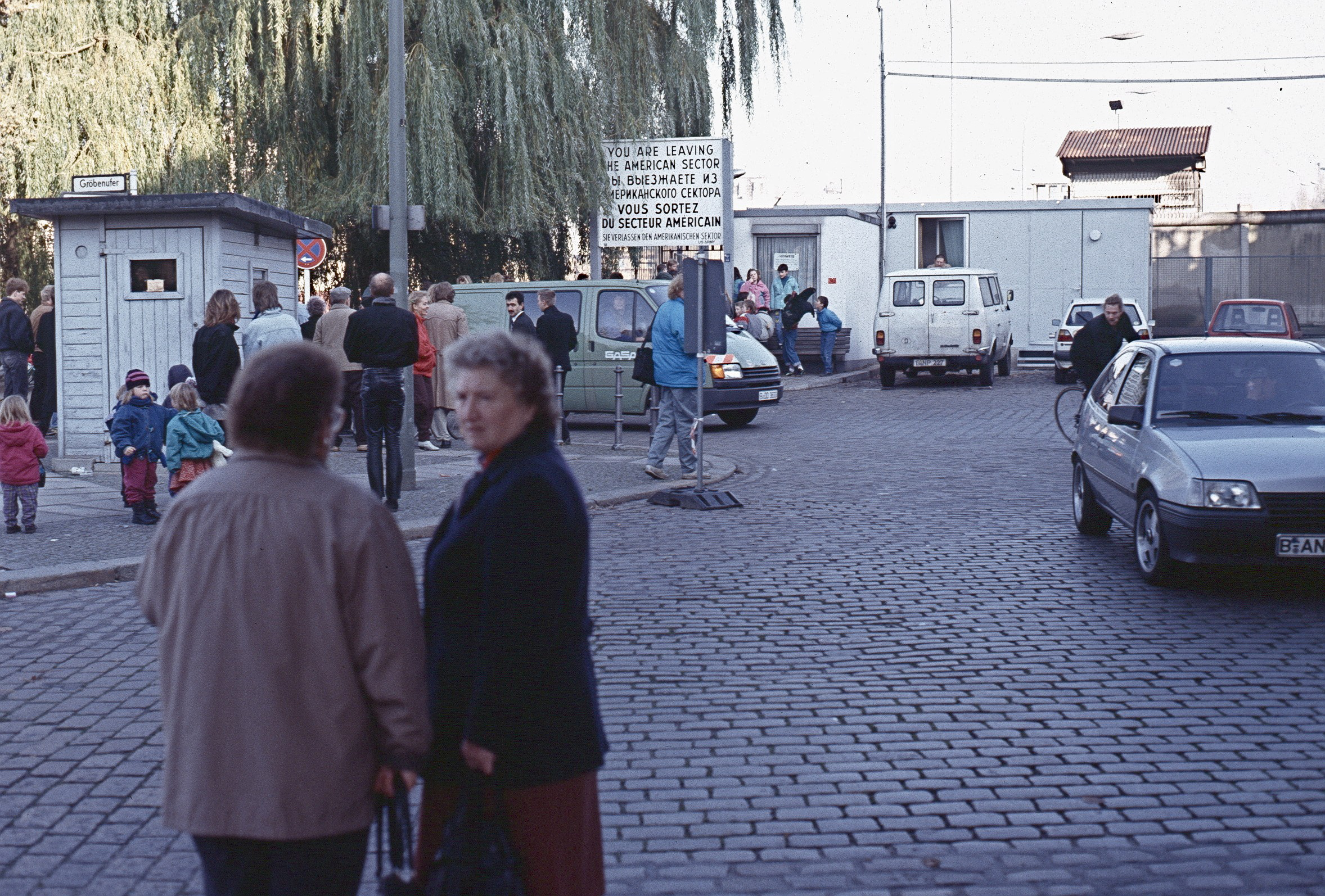
Oberbaumstraße Ecke Gröbenufer am 10. November 1989

Die Uferstraße wurde nach 1891 angelegt und 1895 anlässlich der bevorstehenden „Kolonialausstellung“ im nahen Treptower Park mit einer aufwendig im maritimen Stil gestalteten Anlegestelle versehen.
Während der Zeit der Teilung Berlins verlief am Gröbenufer die Sektorengrenze und ab 1961 die Berliner Mauer, wobei die Spree in voller Breite zu Ost-Berlin gehörte. Diese Situation war Grund für eine Reihe von tragischen Unglücksfällen in den 1960er und 1970er Jahren. Andreas Senk ertrank 1966, nachdem er ins Wasser gestoßen wurde. West-Berliner trauten sich nicht den Sechsjährigen zu retten, während Grenztruppen der DDR den Vorfall nicht bemerkten. Mindestens vier weitere West-Berliner Kinder ertranken hier in der Spree, weil den Rettungskräften am West-Berliner Ufer durch die Grenztruppen der DDR jedes Eingreifen untersagt war: Cengaver Katrancı (9 Jahre), Siegfried Kroboth (5), Giuseppe Savoca (6) und Çetin Mert (5). Sie konnten durch die breiten Öffnungen der gusseisernen Brüstung klettern – erst dann kam man auf die Idee, durchgehend engmaschiges Drahtgeflecht anzubringen. Mit der Entspannungspolitik wurde auch an diesem Spreeufer ein einmaliges System installiert: Spezielle Notrufsäulen (Wasserunfallmelder), die den DDR-Grenzorganen optische und akustische Signale gaben, woraufhin diese auf gleiche Weise eine Ausnahmegenehmigung für Rettungsmaßnahmen aus West-Berlin erteilten. Beim Versuch, durch die Spree aus der DDR zu fliehen und das damalige Gröbenufer zu erreichen, kamen mehrere Menschen, darunter Udo Düllick und Anton Walzer, ums Leben. Am Ufer wurden Gedenkkreuze und Steine zur Erinnerung an die Opfer aufgestellt.

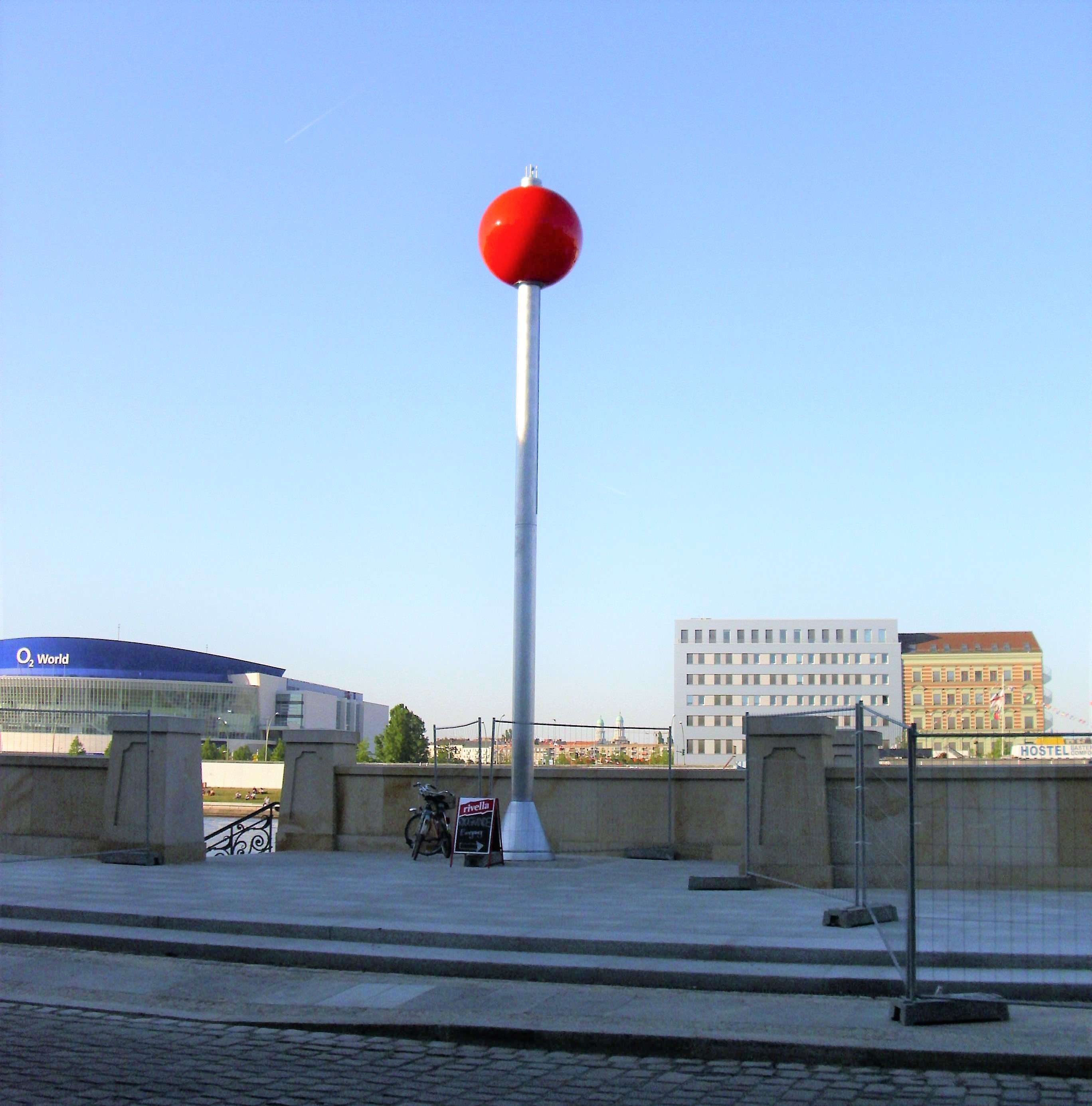
Die Signalkugel

Am May-Ayim-Ufer liegt eine historische Doppelkaianlage, in deren Mitte bis zu seiner Zerstörung im Zweiten Weltkrieg ein Leuchtturm stand. Im Zuge einer Sanierung der Anlage ab 2008 wurden die dazugehörigen unterirdischen Katakomben öffentlich zugänglich gemacht und erneut eine Schiffsanlegestelle eingerichtet. Anstelle des Leuchtturms wurde eine von der Künstlerin Ulrike Mohr entworfene rote Signalkugel installiert, die sich in Abhängigkeit vom Schiffsverkehr auf der Spree an einem zehn Meter hohen Aluminiummast auf- und abbewegt. Die offizielle Wiedereröffnung fand am 29. August 2011 statt. Bereits seit 2010 existiert ein Restaurant an dieser Stelle.

## Namensgebung

### Groebenufer
Das renommierte Straßennamenlexikon des Luisenstädtischen Bildungsvereins nennt für den 4. April 1895 als Namensgeber den heute bekannteren
- Otto Friedrich von der Groeben (1657–1728);
gründete 1683 als Leiter einer Westafrika-Expedition im Auftrag des Großen Kurfürsten die brandenburgische Kolonie Groß Friedrichsburg im heutigen Ghana. Der kurbrandenburgische Außenposten war die erste deutsche Kolonie in Afrika.

Allerdings gibt mindestens eine zeitgenössische Quelle – das „unter Benutzung amtlicher Quellen“ zusammengestellte Adreßbuch für Berlin und seine Vororte 1899 – an, das Ufer sei nach
- Karl Graf von der Groeben-Neudörfchen (1788–1876);
1853–1858 Kommandierender General der Gardekorps benannt worden. Damit wäre der Kolonialismus-Aspekt der vom Sommer 2007–2009 geführten Umbenennungsdiskussion gegenstandslos.

Das Straßennamenlexikon Katzur hatte 1987 beide als Namensgeber aufgeführt; in einer früheren Ausgabe 1969 hieß es außerdem: Ursprünglich … nach Otto … Eine frühere Ausgabe des Luisenstädtischen Bildungsvereins hatte im März 1993 vermeldet: 1895 benannt nach Graf Karl …– nach anderer Auslegung nach Otto …
Wegen dieser Unklarheit wurde von der Fraktion Bündnis 90/Die Grünen der Bezirksverordnetenversammlung (BVV) Friedrichshain-Kreuzberg ein Gutachten in Auftrag gegeben. Im Gutachten des Historikers Dr. J. Kundler wird das Schreiben des preußischen Ministers der öffentlichen Arbeiten Karl von Thielen vom 14. Februar 1895 benannt, das am 17. Februar 1895 im Geheimen Zivilkabinett des Kaisers einging. Hier wurde unter Punkt 4 aufgeführt:
„Für die linksseitige Spreeuferstraße zwischen der Oberbaum-Brücke und der Straße 5b der Abteilung I des Bebauungsplans der Umgebung von Berlin wird zu Ehren des ersten Brandenburgischen Colonial-Gouverneurs, des Erbauers der Feste Gross-Friedrichsburg an der Küste von Guinea, Majors Otto Friedrich von der Groeben der Name ‚Gröben-Ufer‘ beantragt.“
Die Benennung dieses Ufer-Abschnitts der Straße 5b erfolgte dann gleichzeitig mit der Widmung des angrenzenden Abschnitts als Pfuelstraße nach Ernst von Pfuel.

### May-Ayim-Ufer
Auf Anregung der Initiative Berliner Entwicklungspolitischer Ratschlag, die von der Fraktion Bündnis 90/Die Grünen aufgegriffen wurde, beschloss die Friedrichshain-Kreuzberger BVV im Frühjahr 2009, das Gröbenufer nach der antirassistischen Aktivistin und Dichterin May Ayim (1960–1996) umzubenennen, weil Groeben der Brandenburgisch-Afrikanischen Compagnie durch die Gründung Groß-Friedrichsburgs eine Beteiligung am transatlantischen Sklavenhandel ermöglicht habe.
Die Straße wurde offiziell zum 4. März 2010 umbenannt. Eine formale Umwidmung und das Anbringen neuer Straßenschilder erfolgte am 27. Februar 2010.
Der Kolonialhistoriker Ulrich van der Heyden warf der Umbenennungsinitiative daraufhin vor, „gröblichen Rufmord“ an Otto Friedrich von der Groeben zu begehen. Der Kommandant des Unternehmens, so van der Heyden, habe zwar „die materiellen Voraussetzungen für den menschenverachtenden transatlantischen Sklavenhandel“ mit geschaffen, aber „mit diesem persönlich nichts zu tun“ gehabt. Die Initiative sah darin einen Widerspruch und legte Belege für Gröbens Beteiligung am Sklavenhandelsprojekt der Kurbrandenburger vor, ohne nachweisen zu können, dass Groeben von einer ihm vertraglich eingeräumten Möglichkeit, sich Sklaven persönlich anzueignen, Gebrauch gemacht hatte.